# The Unholy Terror
Albums de Army of the Pharaohs
Ritual of Battle
(2007) The Pharaoh Philes
(2010)
The Unholy Terror est le troisième album studio d'Army of the Pharaohs, sorti le 19 mars 2010.
L'album s'est classé 6e au Top Heatseekers, 19e au Top Rap Albums, 27e au Top Independent Albums et 42e au Top R&B/Hip-Hop Albums.

## Liste des titres
| No  | Titre                                         | Contient un (des) sample(s) de                                    | Durée |
| --- | --------------------------------------------- | ----------------------------------------------------------------- | ----- |
| 1.  | Agony Fires (Produit par Crown)               |                                                                   | 3:47  |
| 2.  | Ripped to Shreds (Produit par Aktone)         |                                                                   | 4:04  |
| 3.  | Bust 'Em In (Produit par Celph Titled)        |                                                                   | 3:37  |
| 4.  | Prisoner (Produit par Undefined)              | Love Theme From Eyes of Laura Mars (Prisoner) de Barbra Streisand | 3:55  |
| 5.  | Godzilla (Produit par Grand Finale)           | Natural Born Killaz de Dr. Dre et Ice Cube My Man Ski de Fat Joe  | 4:26  |
| 6.  | Suplex (Produit par Vanderslice)              |                                                                   | 4:30  |
| 7.  | Contra Mantra (Produit par DC the Midi Alien) |                                                                   | 4:33  |
| 8.  | Drenched in Blood (Produit par MTK)           |                                                                   | 3:54  |
| 9.  | Spaz Out (Produit par JbL the Titan)          | Hero's Theme de Steve Burke                                       | 3:12  |
| 10. | 44 Magnum (Produit par Vanderslice)           | Movin' World d'Omega                                              | 3:42  |
| 11. | Dead Shall Rise (Produit par Crown)           |                                                                   | 4:57  |
| 12. | Cookin' Keys (Produit par DJ Kwestion)        |                                                                   | 5:35  |
| 13. | Burn You Alive (Produit par Triple Z)         | In the Winter de Janis Ian                                        | 4:10  |
| 14. | Hollow Points (Produit par Hypnotist Beats)   | Castle Walls de Styx                                              | 5:19  |
| 15. | Suicide Girl (Produit par Apathy)             | Moshitup de Just-Ice featuring KRS-One                            | 4:35  |
| 16. | The Ultimatum (Produit par DJ Kwestion)       |                                                                   | 6:31  |